# Evonne Goolagong
Evonne Goolagong (née le 31 juillet 1951 à Griffith, Nouvelle-Galles du Sud), également connue sous le nom d'Evonne Goolagong-Cawley après son mariage, est une joueuse de tennis australienne.
Professionnelle dans les années 1970 jusqu'à 1983, elle a remporté 86 titres en simple, dont sept titres du Grand Chelem et deux Masters, ainsi que six titres majeurs en double dames.
Auteure d'un doublé Roland-Garros et Wimbledon en 1971, puis d'un « Grand Chelem de finales en carrière » en 1973, Goolagong a atteint les finales de l'Open d'Australie sept fois consécutives, entre 1971 et 1977, pour un total de quatre victoires. Elle a fait partie des meilleures joueuses du circuit WTA de 1971 à 1980, avec plus de 80 % de victoires (704-165). Elle remporte la Fed Cup à trois reprises avec l'équipe d'Australie, en 1971, 1973 et 1974.
En 1976, à la suite d'une « erreur informatique » (computer glitch), Chris Evert est désignée numéro un mondiale, alors que c'est à Evonne Goolagong que revient ce classement. L'erreur est reconnue officiellement en 2007, et l'Australienne se voit attribuer rétrospectivement deux semaines au sommet de la hiérarchie.
Elle devient, en 1980, la première joueuse depuis Dorothea Douglass Chambers à s'adjuger le tournoi de Wimbledon après une période de maternité.
Considérée comme l'une des plus grandes joueuses de tous les temps, Evonne Goolagong fait son entrée au International Tennis Hall of Fame en 1988.

## Carrière tennistique

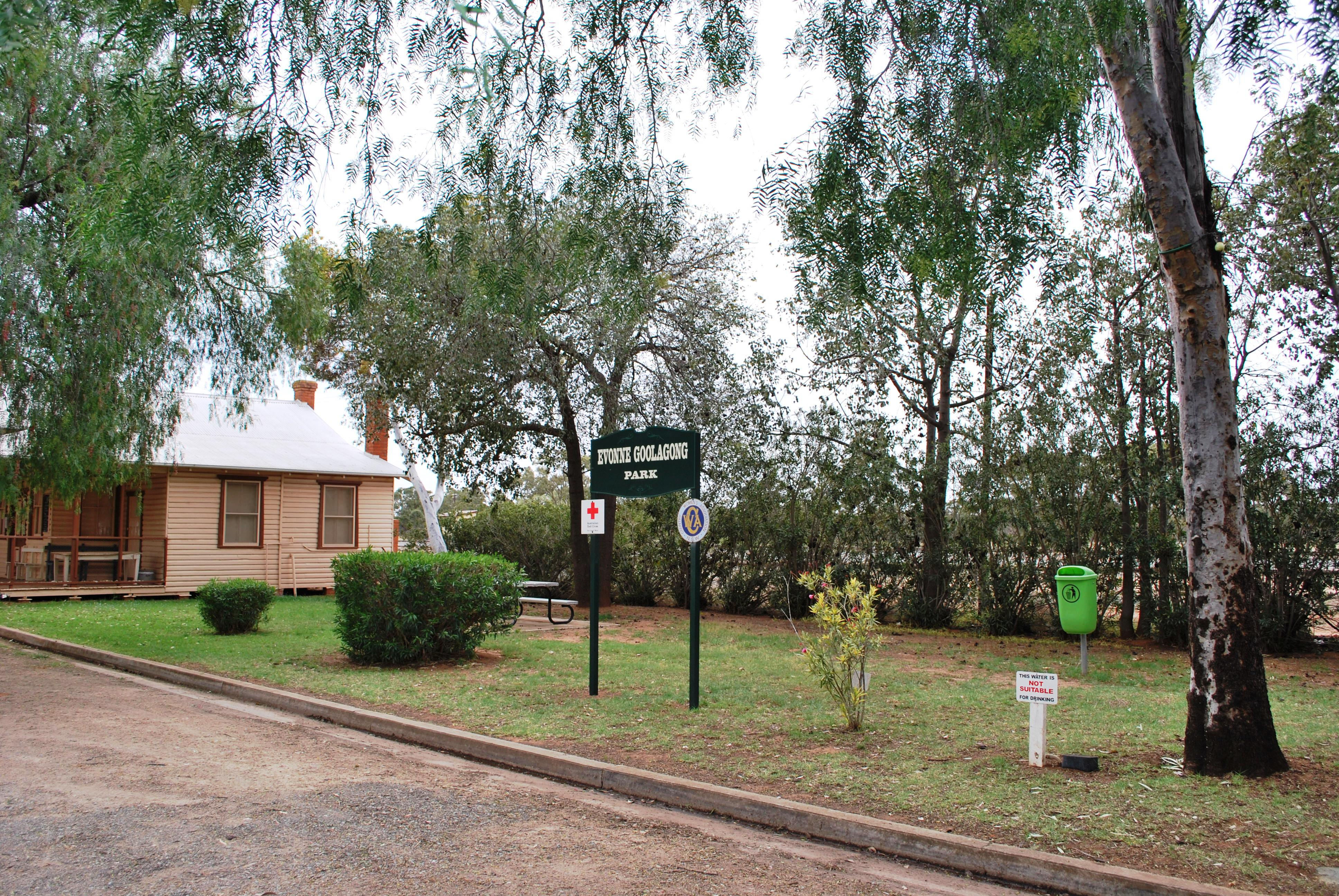
Evonne Goolagong Park, Barellan

Evonne Goolagong est née au sein d'une famille aborigène (tribu des Wiradjuri), troisième fille de huit enfants. Son père, Kenny Goolagong, était tondeur de moutons itinérant. Elle passe son enfance dans le village de Barellan. En dépit des discriminations raciales, elle s'initie au tennis grâce à un voisin qui l'autorise puis l'encourage à s'exercer sur les courts municipaux.
En 1967, le propriétaire d'une école de tennis à Sydney (Vic Edwards) vient la voir jouer sur les recommandations de ses assistants. Il mesure immédiatement le potentiel de l'adolescente et, après avoir convaincu ses parents, l'emmène à Sydney où il l'héberge et l'entraîne pendant plus de deux ans.
Après avoir écumé les épreuves australiennes, Evonne Goolagong dispute Wimbledon pour la première fois en 1970. Les premiers succès ne tardent pas. Dès l'année suivante, alors inconnue, elle crée la sensation en enlevant Roland-Garros. Elle récidive quelques semaines plus tard à Wimbledon, face à la grande favorite Margaret Court en finale.
En 1974 (contre Evert), 1975, 1976 et décembre 1977, elle décroche les Internationaux d'Australie, mais rate la dernière marche dans les autres tournois du Grand Chelem. De 1973 à 1976, elle échoue ainsi lors de quatre finales consécutives à l'US Open, trois autres à Wimbledon (1972, 1975 et 1976) et une à Roland-Garros (1972), chaque fois battue par Court, King ou Evert.
Le 26 avril 1976, au bénéfice de formidables résultats en début de saison, elle succède pendant deux semaines à Chris Evert sur le trône de numéro un mondiale, mais cette accession au sommet de la hiérarchie n'est reconnue que 31 ans plus tard, le 27 décembre 2007, après que la WTA a découvert dans ses archives des documents oubliés dans le calcul des classements informatiques publiés en 1976. Après recomptage, il s'avère que Goolagong a bien supplanté Evert, du 26 avril au 9 mai 1976, grâce notamment à sa victoire face à l'Américaine en finale des Masters disputés fin avril.
En 1971, 1973 et 1974, elle est aussi membre de l'équipe australienne victorieuse en Coupe de la Fédération.
Le 12 mai 1977, elle met au monde une fille (Kelly Inala). De retour à la compétition dès la fin de la saison et jusqu'à la naissance de son fils (Morgan Kiema) le 29 mai 1981, elle demeure une joueuse de premier plan. En 1980, elle réalise un tour de force en s'imposant à Wimbledon, non sans éliminer successivement Mandlíková, Turnbull, Austin et Evert. À cette occasion, elle devient la première mère de famille à l'emporter depuis Dorothea Douglass Chambers en 1914.
Evonne Goolagong termine sa carrière en juin 1983, après avoir remporté plus d'une centaine de titres WTA, simple et double dames confondus. Dotée d'un excellent physique, rapide en fond de court et particulièrement habile au filet, seuls un léger manque de puissance et une concentration parfois inconstante l'ont empêchée d'enrichir plus encore ce palmarès d'exception.
Elle est membre du International Tennis Hall of Fame depuis 1988. En 2005, les journalistes américains de Tennis Magazine l'ont élue au 23e rang des « quarante plus grands champions de tennis de ces quarante dernières années », derrière Martina Hingis (22e) et devant Guillermo Vilas (24e).